# Aymer de Maxwell
Sir Aymer de Maxwell (lat. Emerus de Maccuswell, † 1266) war ein schottischer Adliger und Höfling.
Aymer Maxwell war ein Sohn von John Maxwell, der ab 1231 Chamberlain of Scotland war. Nach dem Tod seines Vaters 1241 erbte er dessen Besitzungen sowie das von seinem Vater errichtete Caerlaverock Castle. Nach anderen Angaben war Aymer ein jüngerer Sohn von Herbert de Maxwell, der um 1200 belegt ist, und John de Maxwell war sein älterer Bruder.
Aymer de Maxwell verkehrte häufig im Umfeld von König Alexander II. Um 1249 war er wahrscheinlich Sheriff von Roxburgh. Während der Minderjährigkeit von König Alexander III. unterstützte er Walter Comyn, Earl of Menteith, der Ende 1251 den bisherigen Justiciar Alan Durward stürzte. Maxwell gehörte dem neuen Regentschaftsrat an, bis Durward im September 1255 durch einen Staatsstreich die Macht zurückgewann. Daraufhin musste auch Maxwell seine Ämter niederlegen. Um 1258 übernahm der junge König selbst die Regierung. Vor März 1258 übernahm Maxwell das Amt des Chamberlains of Scotland, das er bis etwa 1260 innehatte. Um 1264 wurde er Justiciar von Galloway. Um 1262 war er Sheriff von Peebles und von 1264 bis 1266 Sheriff von Dumfries.
Maxwell heiratete Mary de Mearns, Tochter und Erbin des Robert de Mearns, dessen Besitzungen in Mearns, Renfrewshire er erlangte. Mit Mary hatte er vier Söhne:
- Sir Herbert de Maxwell, of Caerlaverock, Maxwell and Mearns (⚔ 1298)
- Edward de Maxwell, Teilnehmer beim Siebten Kreuzzug 1270
- Sir John de Maxwell, of Calderwood, Dryps and Netherpollok
- Sir Alexander de Maxwell